# Cézy
Cézy település Franciaországban, Yonne megyében. Lakosainak száma 1081 fő (2022. január 1.). Cézy Saint-Julien-du-Sault, Chamvres, Béon, La Celle-Saint-Cyr, Joigny, Saint-Aubin-sur-Yonne, Villecien és Villevallier községekkel határos.

## Népesség
A település népességének változása:
| Lakosok száma | 1123 | 1118 | 1143 | 1118 | 1111 | 1106 | 1102 | 1106 | 1081 |
|               | 2013 | 2015 | 2016 | 2017 | 2018 | 2019 | 2020 | 2021 | 2022 |